# Дриженко Іван Олексійович
Іван Олексійович Дриженко (6 січня 1916, Олянине — 28 березня 1973) — радянський офіцер, Герой Радянського Союзу (1943).

## Біографія
Народився 6 січня 1916 року в селі Оляниному (нині Кам'янського району Черкаської області) в селянській родині. Українець. У 1937 році закінчив робітфак при Чернігівському педгогічгому інституті. Працював учителем.
У Червоній Армії з 1939 року. У 1941 році закінчив Ленінградське військово-інженерне училище. Член ВКП (б) з 1941 року. На фронті у радянсько-німецьку війну з 1942 року. Воював на посаді командира саперної роти 126-го окремого інженерно-саперного батальйону (8-а інженерно-саперна бригада, 7-а гвардійська армія, Степовий фронт). Особливо відзначився в ніч на 25 вересня 1943 року при форсуванні річки Дніпра в районі села Бородаївки Верхньодніпровського району Дніпропетровської області. Рота під командуванням старшого лейтенанта Івана Дриженка забезпечила переправу на підручних засобах передових частин армії, що сприяло захопленню плацдарму на правому березі Дніпра.
Указом Президії Верховної Ради СРСР від 26 жовтня 1943 року за зразкове виконання бойових завдань командування на фронті боротьби з німецько-фашистськими загарбниками і проявлені при цьому мужність і героїзм старшому лейтенанту Дриженку Івану Олексійовичу присвоєно звання Героя Радянського Союзу з врученням ордена Леніна і медалі «Золота Зірка» (№ 1506).
Після війни І. О. Дриженко продовжував службу в армії. У 1946 році закінчив Вищі академічні курси при військовій інженерній академії. З 1951 року підполковник Дриженко І. О. в запасі.
Жив у селищі Пісках Коломенського району Московської області. Помер 28 березня 1973 року.

## Нагороди
Нагороджений орденом Леніна, орденом Вітчизняної війни 1-го ступеня, трьома орденами Червоної Зірки, медалями.